# Ізидор Козовер
Ізидор Козовер (1856 — 1926) — правник єврейського кагалу, адвокат, доктор права, господарський та громадський діяч. Бургомістр Чорткова (1914).

## Життєпис
Ізидор Козовер народився 1856 року.
Склав матуру (іспит зрілості) ц.-к. Бережанській гімназії. Здобув правничу освіту у Львівському університеті імені Франца I (нині Львівський національний університет імені Івана Франка). Працював у Львові в адвокатській конторі відомого юриста д-ра Феліціяна Яцковского, адвокатом при цісарсько-королівському повітовому суді в Чорткові (1901—1914).
У 1910 році пожертвував кошти на спорудження пам'ятника у Львові польському політику Францішкові Смольці.
У 1911 році разом із докторами Ісааком Мозлером, Максиміліяном Аппенцеллером, Якубом Гаусфатером, Йосефом Бляуштайном, Давидом Роттером, Саелем Розенцвейгом стає членом дирекції товариства з обмеженою порукою «Кредитний союз для дрібної торгівлі та дрібного промислу». Деякий час займав посаду голови надзірної ради товариства (зокрема в 1912 році).
Входив до Товариства середньої школи у Чорткові, а в 1911—1912 роках був членом його виділу (правління).
Був заарештований під час російської окупації за те, що у вересні 1914 року він нібито поширював чутки, мовляв, все чоловіче населення Галичини буде призване до лав російського війська. Ізидора Козовера вивезли у Росію. У 1916 році повернувся додому.
Знав німецьку, ідиш та польську.
Помер 1926 року.

## Родина
Мав власний будинок, співвласницею якого була його дружина Юлія Козовер із Герцлів.